# والبرونا
والبرونا (به ایتالیایی: Valbrona) یک کومونه در ایتالیا است که در استان کومو واقع شده‌است.

## خصوصیات
والبرونا ۱۳٫۹ کیلومترمربع مساحت و ۲٬۵۷۵ نفر جمعیت دارد و ۴۹۴ متر بالاتر از سطح دریا واقع شده‌است.